# Agua Caliente Clippers 2020-2021
La stagione 2020-21 degli Agua Caliente Clippers fu la 4ª nella NBA D-League per la franchigia.
Gli Agua Caliente Clippers arrivarono sedicesimi nella regular season con un record di 5-10, non qualificandosi per i play-off.

## Roster
| N° | Naz.                   | Ruolo | Sportivo        | Anno | Alt. | Peso |
| -- | ---------------------- | ----- | --------------- | ---- | ---- | ---- |
| 0  | Stati Uniti (bandiera) | G     | Ky Bowman       | 1997 | 185  | 85   |
| 5  | Stati Uniti (bandiera) | A     | Emmitt Williams | 1998 | 198  | 102  |
| 7  | Stati Uniti (bandiera) | G     | Amir Coffey     | 1997 | 203  | 95   |
| 9  | Stati Uniti (bandiera) | G     | Tyrone Wallace  | 1994 | 196  | 90   |
| 11 | Stati Uniti (bandiera) | G     | Jordan Ford     | 1998 | 185  | 79   |
| 12 | Stati Uniti (bandiera) | G     | James Palmer    | 1996 | 196  | 94   |
| 13 | Stati Uniti (bandiera) | G     | Sacar Anim      | 1997 | 196  | 95   |
| 20 | Stati Uniti (bandiera) | AC    | Jalen Smith     | 2000 | 208  | 98   |
| 24 | Stati Uniti (bandiera) | A     | Malik Fitts     | 1997 | 203  | 107  |
| 31 | Stati Uniti (bandiera) | A     | J.J. Avila      | 1991 | 201  | 107  |
| 32 | Stati Uniti (bandiera) | A     | Donte Grantham  | 1995 | 203  | 98   |
| 33 | Stati Uniti (bandiera) | A     | Emanuel Terry   | 1996 | 206  | 100  |
|    | Stati Uniti (bandiera) | G     | Daniel Hamilton | 1995 | 201  | 88   |
|    | Stati Uniti (bandiera) | G     | Jahmi'us Ramsey | 2001 | 191  | 86   |

## Staff tecnico
- Allenatore: Paul Hewitt
- Vice-allenatori: Natalie Nakase, Chris Holguin, Darryl LaBarrie, Doug Martin
- Preparatore atletico: Colby Claridy
- Preparatore fisico: Elbert Denina